# 加賀野菜
加賀野菜（かがやさい）とは、石川県金沢市で生産される野菜のうち、金沢市農産物ブランド協会が「加賀野菜」と認定した伝統野菜。「加賀」は、金沢市を含む旧加賀国（現在の石川県南部）を指している。2007年時点、後述の15品目が認定されている。

## 定義
加賀百万石の城下町として栄えた石川県金沢では、古都ならではの食文化が根付き、江戸時代から食べられていた多くの特産野菜が育まれてきた。
加賀野菜の認定の条件は、
- 1945年以前から栽培され、現在も主として金沢で栽培されていること
- 需要に応じて供給できる体制が整っていること

である。良品は認定シールを貼って出荷している。

## 認定されている品目
昭和20年以前から栽培され、現在も主として金沢で栽培されていることなどを条件に、15品種が認定されている。

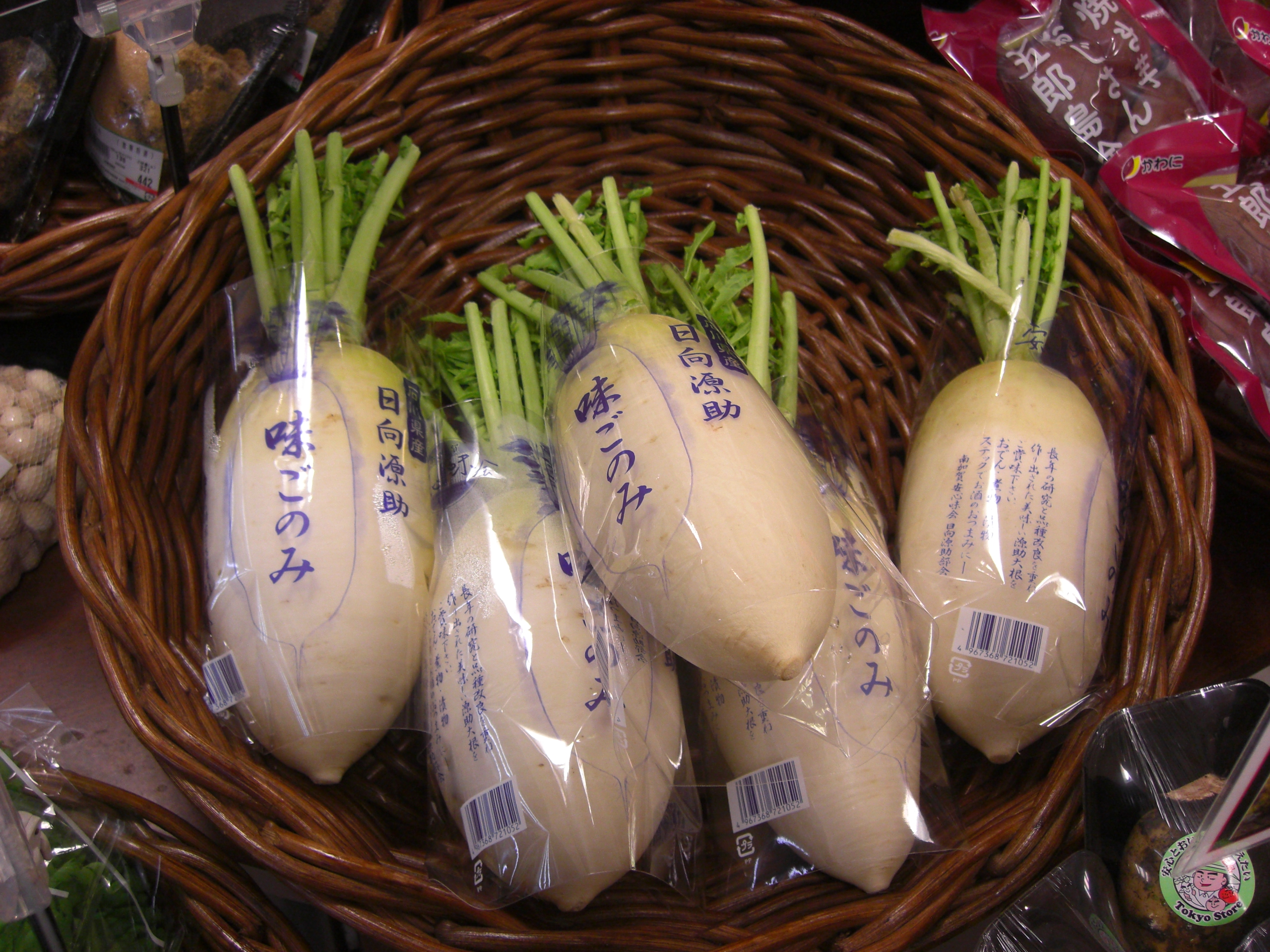
源助大根

- 打木赤皮甘栗かぼちゃ（うつぎあかがわあまぐりかぼちゃ）

「打木」は発祥地の金沢市打木町からとられた地名である。その名のとおり、皮が赤くクリのような形をしたカボチャ。福島県で栽培されていた赤皮栗系かぼちゃ「会津栗」と西洋系かぼちゃをもとに、金沢市打木町（金沢市西部の砂丘地）の篤農家松本佐一郎が改良した品種。果肉は厚く、しっとりした甘栗のような自然な甘み、風味がする。
- さつまいも

内灘町との境にある五郎島（ごろうじま）町で採れる「五郎島金時」は特に有名で、焼き芋に適している。皮の色が赤紫色で、中身は白く繊維質が比較的少なめである。糖度が一般的なさつまいもに比べて高い。また、この五郎島金時を使用した「五郎島金時」という銘柄の焼酎が、販売店を限って流通している。
- 源助だいこん（げんすけだいこん）

愛知県の篤農家井上源助が育成し、松本佐一郎が改良した品種。宮重系と練馬系の打木在来種との自然交配から作出された。スイカやカボチャの裏作として作られ始めた。やわらかいが煮崩れしない肉質と甘みが持ち味で、おでん・風呂吹きに適している。平成16年には「煮込んでおいしい品種」であることに着目したセブン-イレブンのおでん種に採用され、「源助大根」と明記して首都圏で販売された。当時、一般的に栽培されている青首大根もおでん種として並売されたが、それら70円/個に対して源助大根は90円/個の販売価格が設定された。
- 二塚からしな（ふたつかからしな）

二塚村があった地域で大正時代から昭和30年代後半まで栽培されていたが、次第に栽培されなくなり、1998年から再び本格的に栽培されるようになった。ワサビに似た辛みと鼻を突く香味がある。
- 加賀太きゅうり（かがふときゅうり）

ずんぐりとした太い姿が特徴のキュウリで、通常のきゅうりの約5倍（太さ6 - 7センチメートル (cm) 、長さ22 - 27 cm、重量600グラム (g) 程度）に育つ。かたい皮に包まれた果肉は厚くて軟らかく、みずみずしい。金沢市久安町の農家が1936年、東北系の短太きゅうりの種子を譲り受けて近隣農家と栽培しているうちに在来種と交雑し、1952年頃に誕生した。現在の主産地は打木地区。食べるときは皮を剥いて調理することが多く、生で酢の物、だし汁で煮てあんかけにしたり、味噌汁の実、炒め物にして食べる。
- 金時草（きんじそう）

葉の裏が紫色で、茹でるとモロヘイヤのような粘りが出る植物。金時いものような鮮やかな赤紫色から名づけられている。茹でるとぬめりがあり、酢の物や天ぷらにして食べる。和名は「水前寺菜」といい、古くは熊本市で栽培されていたものだが、東南アジアから琉球に伝わり、その後薩摩、熊本へと伝わった。現在でも奄美や沖縄では「ハンダマ」と呼ばれ栽培されている。特に天ぷらにすると癖のない味わいで、万人受けすると言われている。紫はアントシアニンの色。
- 加賀つるまめ

白花のインゲン。油揚げなどと一緒に煮物にする。和名は「フジマメ」。「千石豆」とも呼ばれ、こちらの呼び名のほうがポピュラーである。
- ヘタ紫なす

その名のとおり、ヘタの下まで紫色になる短卵形の小なす。市民には「丸なす」とも呼ばれている。
- 加賀れんこん

生産地の名をとり「小坂れんこん」とも。加賀藩五代藩主前田綱紀のころから栽培されていたと伝えられている。すりおろして蒸した「はす蒸し」は代表的な郷土料理である。デンプン質が多く、粘りが強いのが特徴。
- 金沢一本太ねぎ

一般的な白ネギよりも肉厚で軟らかい。2020年現在、野田、金城、富樫地区で栽培されている。
- たけのこ

加賀藩割場足軽の岡本右太夫（1809年死没）が江戸より持ち帰り、自宅と菩提寺である金沢市寺町の妙福寺に植える。その縁で現在でも春先にJA主催の「たけのこ感謝祭」が妙福寺で行われている。市内では朝とれたタケノコが夕方には小売店に出回るため、他の地方より新鮮で美味しいタケノコが食べられるという。
- せり
- 赤ずいき

サトイモの赤紫色の茎の部分を食用にする品種で酢の物や和え物にして食べる。サトイモの葉柄専用種で、江戸時代から栽培されていると伝わる。加賀野菜の希少6品目の一つで2017年には栽培農家が1件になっていたが、2020年に新規に2件が栽培農家に加わった。
- くわい

皮の色が青銅色でつやがあるのが金沢の青くわいの特徴である。年末年始の縁起物としても人気がある。
- 金沢春菊

## その他の伝統野菜

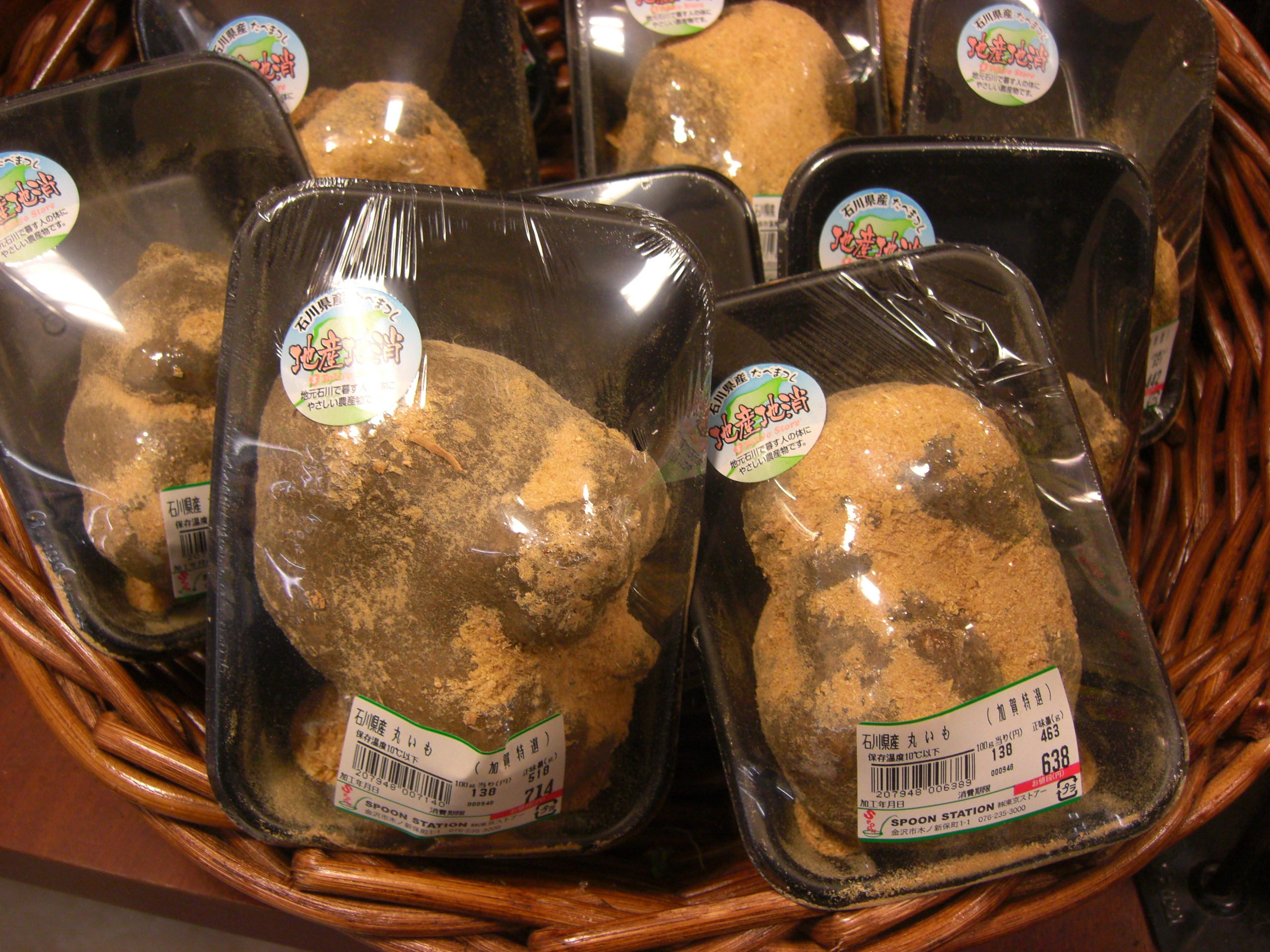
加賀丸いも

加賀野菜以外にも金沢市および近郊で伝統野菜が栽培されているが、生産量が不安定で恒常的に流通しないため「加賀野菜」としての認定はされていない。
- 加賀白菜
- 加賀節成きゅうり（かがふしなりきゅうり）
- 三谷秋胡瓜（みたにあきぎゅうり）
- 青シマ瓜（かた瓜）
- みの瓜
- なし瓜（あま瓜）
- 剣崎辛長なんば
- 伝燈寺里芋
- 加賀丸いも

など